# Мишо Шамара
Михаил Станиславов Михайлов, известен като Мишо Шамара и Big Sha, е български рапър и продуцент, роден във Варна. През 1994 г. създава група „Гумени глави“ заедно с Валентин Генев, известен като Вальо Кита.

## Кариера
Михаил започва своята музикална и танцова кариера като насочва усилията си към брейк-денс школи, където преподава танцовите стъпки на MC Hammer. Оттам идва първият му прякор – Хамъра.
Успехът обаче идва със следващия му проект – Гумени Глави, който без подкрепата на радиото и телевизията, както и без никаква реклама през 1994 г. продава 120 000 копия от дебютния си албум „Квартал 41“. На следващата година Мишо подготвя албум с нови версии на песните, който се продава в приблизително същия тираж. Въодушевени от успеха си, Мишо и Вальо Кита (вторият рапър в Гумени Глави) издават втория си албум „Гуми втора употреба“.
За следващия албум към формацията се присъединява DJ Дидо Ди, като резултатът е класиката „За повече пари“, издадена през 1997 г. и продължението ѝ „За още повече пари“, издадена през 1998 г. Междувременно Мишо решава да започне солова кариера. Той бързо събира нова група за подкрепа на лайв шоуто си – Главите и веднага атакува със сингъла „Фенки, фенки“. Обществеността е силно потресена от текста на парчето.
Дискът „Мой“, който е колекция от хит синглите на звездата, се продава в рекордните 90 000 копия. Ванко 1 става партньор на Мишо в звукозаписната компания R&B Records (за разпространението на която се грижи Вирджиния Рекърдс) и малко по-късно двамата записват парчето „Майна, майна“. Междувременно Мишо Шамара и Ванко 1 започват усилена работа по първия си съвместен албум – „Голямата комбина“.
През месец февруари 2002 г. двамата рапъри отиват за две седмици в Доминиканската република, където снимат клиповете към хитовете си „Все още съм замесен“ и „Всички палавници“. Малко след това Ванко 1 е вкаран в затвора.
По-късно Мишо се преименува на Sha, съкратено от „Шамара“. След проектите зад океана първо с MC Michael а след това с Drag-On и българката Ивета се нарича Big Sha. Шамара създаде и нов лейбъл Frontline Hustle след като R 'n' B се разпадна. На 24 април 2009 г. беше българската премиера на видеото „Dime piece“, в който Мишо Шамара (Big Sha) и ЛиЛана (LiLana) записват парчето с американския рапър Снууп Дог (Snoop Dogg). По-късно записва и песен с известния американски Рап изпълнител DMX, песента The Boy Go Off. Към песента има и високобюджетен клип.

## Дискография

### Соло
- 2001 – „Мой“
- 2003 – „Азбуката на живота“
- 2006 – „Обичай ближния и ближи обичания“
- 2008 – „Хляб и амфети“

### С Ванко 1
- 2002 – „Голямата комбина“

### Гумени глави
- 1994 – „Квартал №41“
- 1995 – „Гуми втора употреба“
- 1996 – „Ремиксове '96“
- 1997 – „За повече пари“
- 1998 – „За още повече пари“
- 1998 – „Банда „Гумени глави“
- 1999 – „2999“
- 2000 – „The Best“
- 2004 – „10 години“

### R&B Records
- 2001 – „All Stars Vol. 1“
- 2002 – „All Stars Vol. 2“
- 2002 – „East Party Vol. 2“
- 2004 – „All Stars Vol. 3“
- 2004 – „Slow Jam Vol. 1“
- 2004 – „All Stars Vol. 4“
- 2005 – „Под пара“

## Политика
Мишо Шамара взима участие във февруарските протести, които имат за цел сваляне от власт на Бойко Борисов. През лятото на 2013 г. Мишо Шамара взима активна роля в така наречените контра-протести в София, възникнали като отговор на протести срещу кабинета „Орешарски“, обединено под името ДАНСwithme. В края на месец юли Мишо Шамара заявява в предаване на TV7, че актуализацията на бюджета, една от мерките на кабинета Орешарски, срещу която протестират #ДАНСwithme, е необходима, тъй като Бюджет 2013 г. е правен от Симеон Дянков, който Мишо Шамара определя като „еврейска гад“.
Последват незабавни реакции от целия политически спектър, обществени организации и НПО-та. В същия ден Шамара води задочен спор с депутата от БСП Георги Кадиев във Фейсбук, използвайки аргумент, че „Джак Изкормвача е англичанин“, съответно може да бъде наречен „английска гад“. Тази кореспонденция е публикувана на профила на Кадиев. Въпреки това на следващия ден Мишо Шамара публикува извинително писмо до еврейската общност в България на личния си Фейсбук профил.

## Живот в САЩ
През 2014 г., разочарован от живота си в България, певецът емигрира в САЩ, където се заселва в Чикаго, щата Илиноис, където работи с известни хип-хоп изпълнители. Синът му с артистичен псевдоним Lil' Sha също тръгва по стъпките на баща си и развива музикалната си кариера в Америка.